# Конкурсон сир Лајон
Конкурсон сир Лајон (фр. Concourson-sur-Layon) насеље је и општина у западној Француској у региону Лоара, у департману Мен и Лоара која припада префектури Сомир.
По подацима из 2011. године у општини је живело 548 становника, а густина насељености је износила 30,09 становника/km². Општина се простире на површини од 18,21 km². Налази се на средњој надморској висини од 51 метар (максималној 95 m, а минималној 46 m).

## Демографија
| 1962. | 1968. | 1975. | 1982. | 1990. | 1999. | 2011. |
| ----- | ----- | ----- | ----- | ----- | ----- | ----- |
| 617   | 619   | 516   | 489   | 532   | 546   | 548   |

График промене броја становника у току последњих година